# Койка

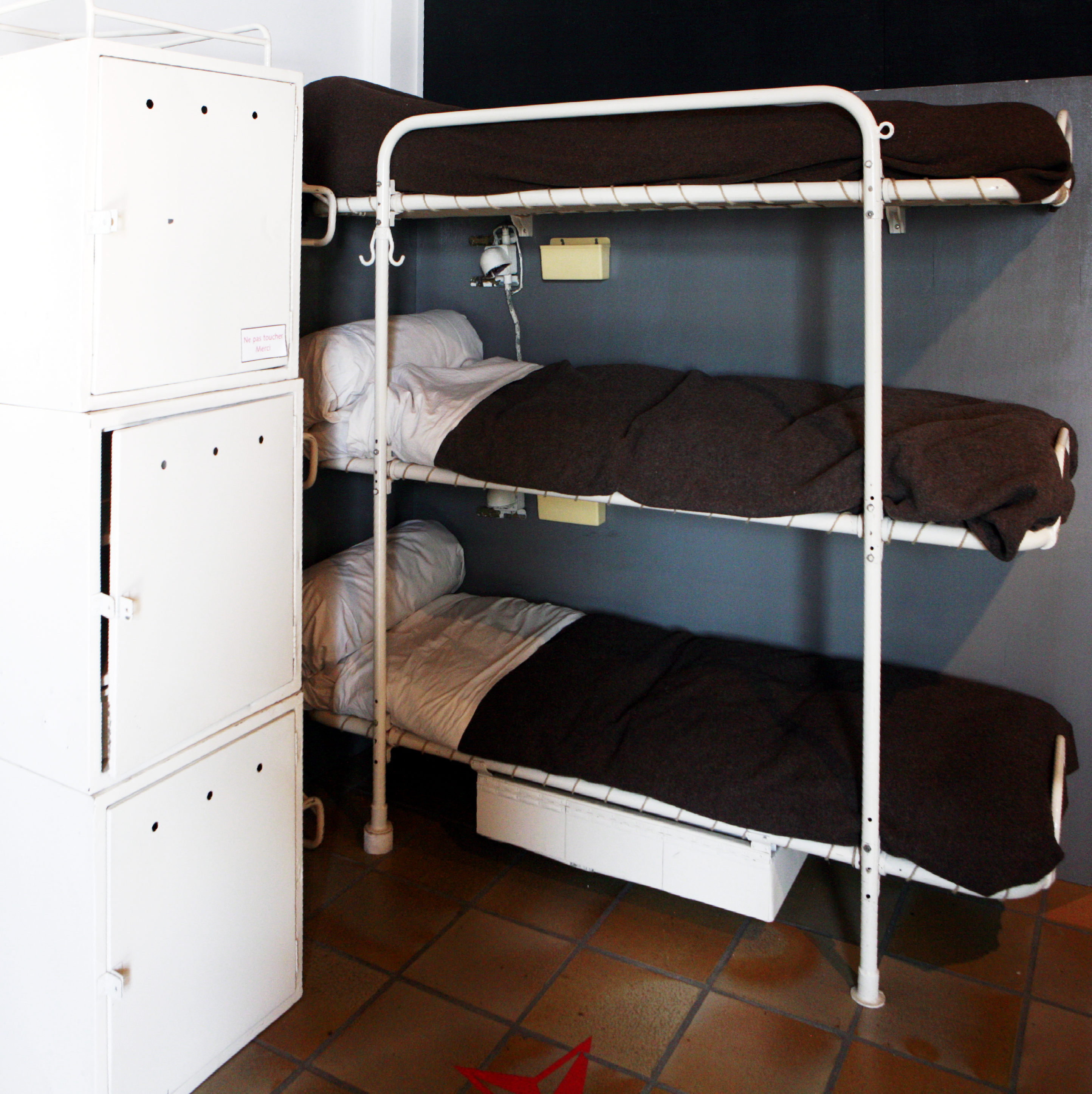
Триярусна корабельна койка і рундуки. Тулонський військово-морський музей

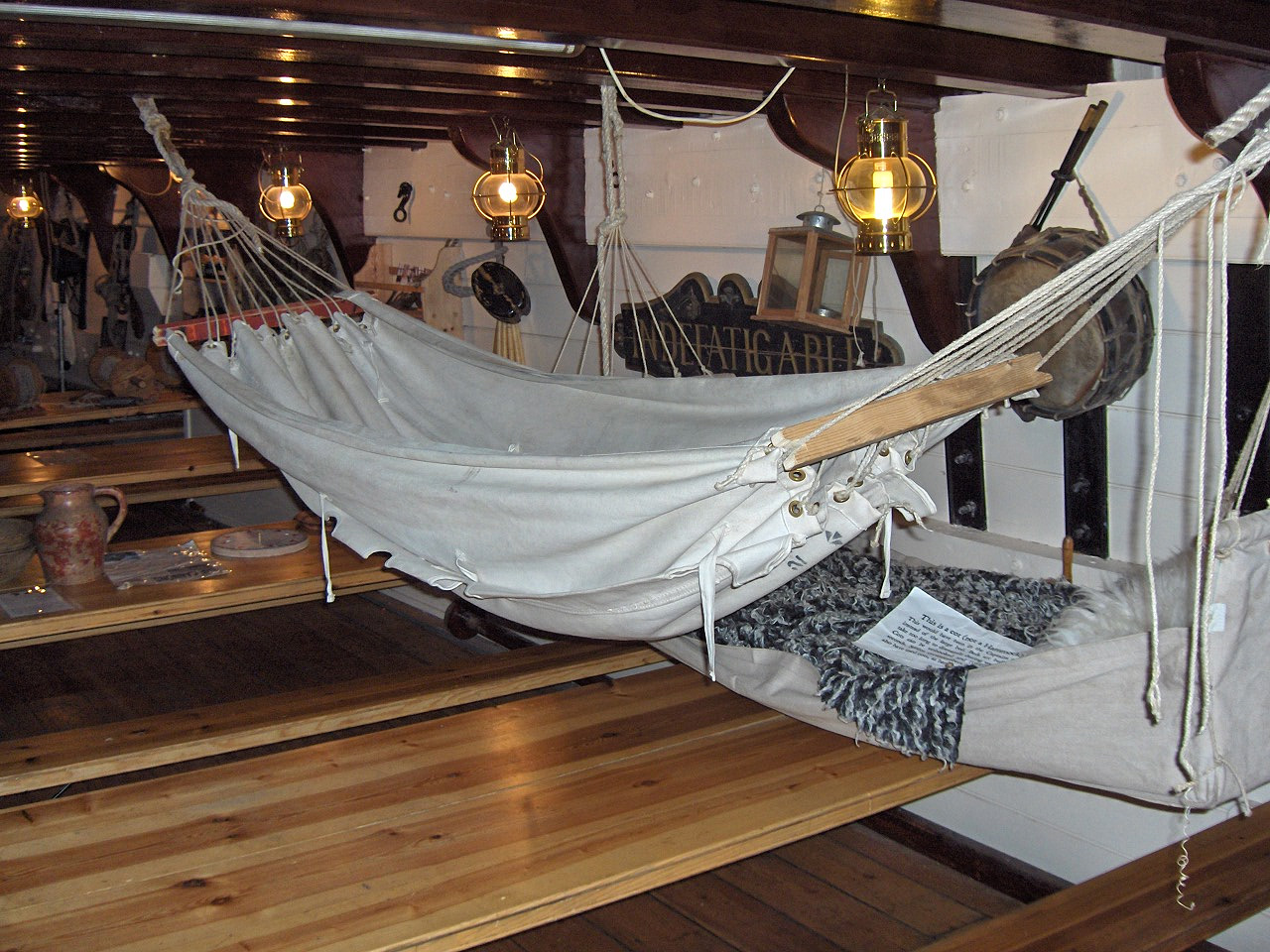
Парусинові підвісні койки. Реконструкція корабля епохи Нельсона

Койка (нід. kооi або ниж.-нім. kȏje — «перегородка», слово походить від лат. cavea — «клітка») — ліжко на кораблі, призначене для відпочинку матросів та інших членів команди. Спочатку койки являли собою лавки, вбудовані в стіни каюти або кубрика. Потім, у добу великих географічних відкриттів, з'явилися койки, схожі на гамаки (парусинові койки).
Парусинова підвісна койка являла собою матроське ліжко у вигляді гамака з корковим матрацом. Широко використовувалася в добу вітрильників, а також на парових кораблях старої конструкції, які не мали стандартних койок. Вдень койки разом з матрацами зберігалися в койкових сітках — спеціальних пристосуваннях на верхній палубі вздовж фальшборту і при цьому слугували захистом від уламків і куль під час бою. Влаштовувалася койка таким чином: викроювали прямокутник з парусини (каніфасу) довжиною 1,866 м шириною 1,67 м, посилений по краях нашивками-бантами (зовні і зсередини); у бантах кожної сторони робилося по 7 отворів з люверсами, на поперечних сторонах у які просилювалися короткі кінці — шкентроси; 7 шкентросів прив'язувалися до свого спільного кільця; до обох кілець кріпилися троси-штерти, що підв'язувалися до гаків або леєра під бімси палуби; у крайні люверси вставлялися дві поперечні палиці-розпірки. До постільних речей належали корковий матрац, подушка, ковдра і простирало. Для зберігання вдень вони закочувалися всередину полотна койки, яке шнуровалося через люверси довших сторін койковим сезнем.
Крім цього, койками називають металеві розбірні ліжка з панцирними або пружинними сітками, які масово випускалися в часи СРСР[джерело?]. Койками обставлялися лікарні, гуртожитки, казарми.

## Галерея

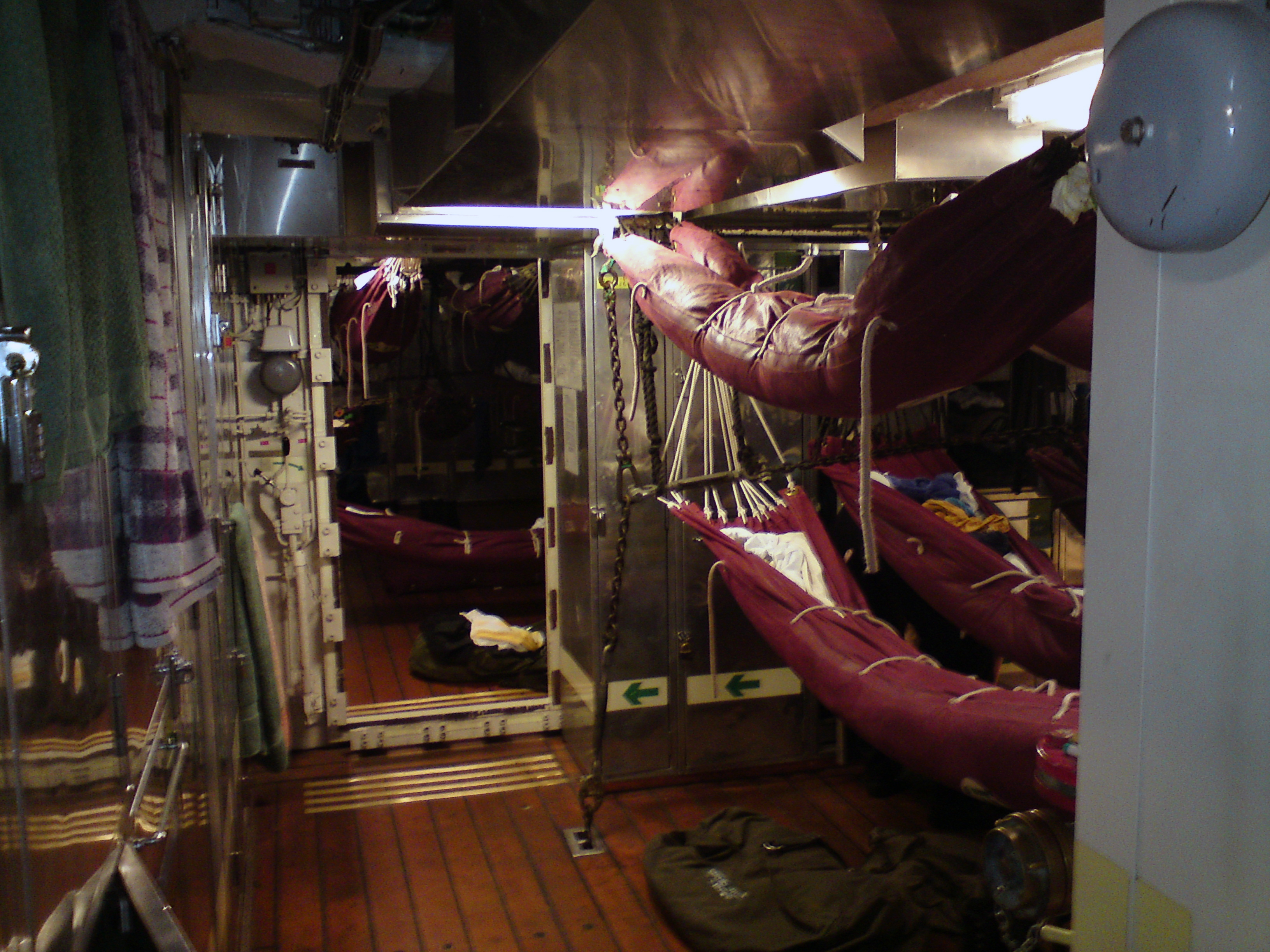
Парусинові койки на Gorch Fock II
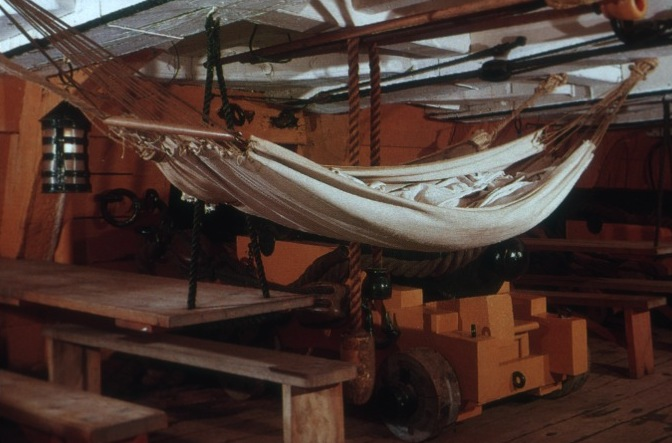
Парусинові койки на Victory
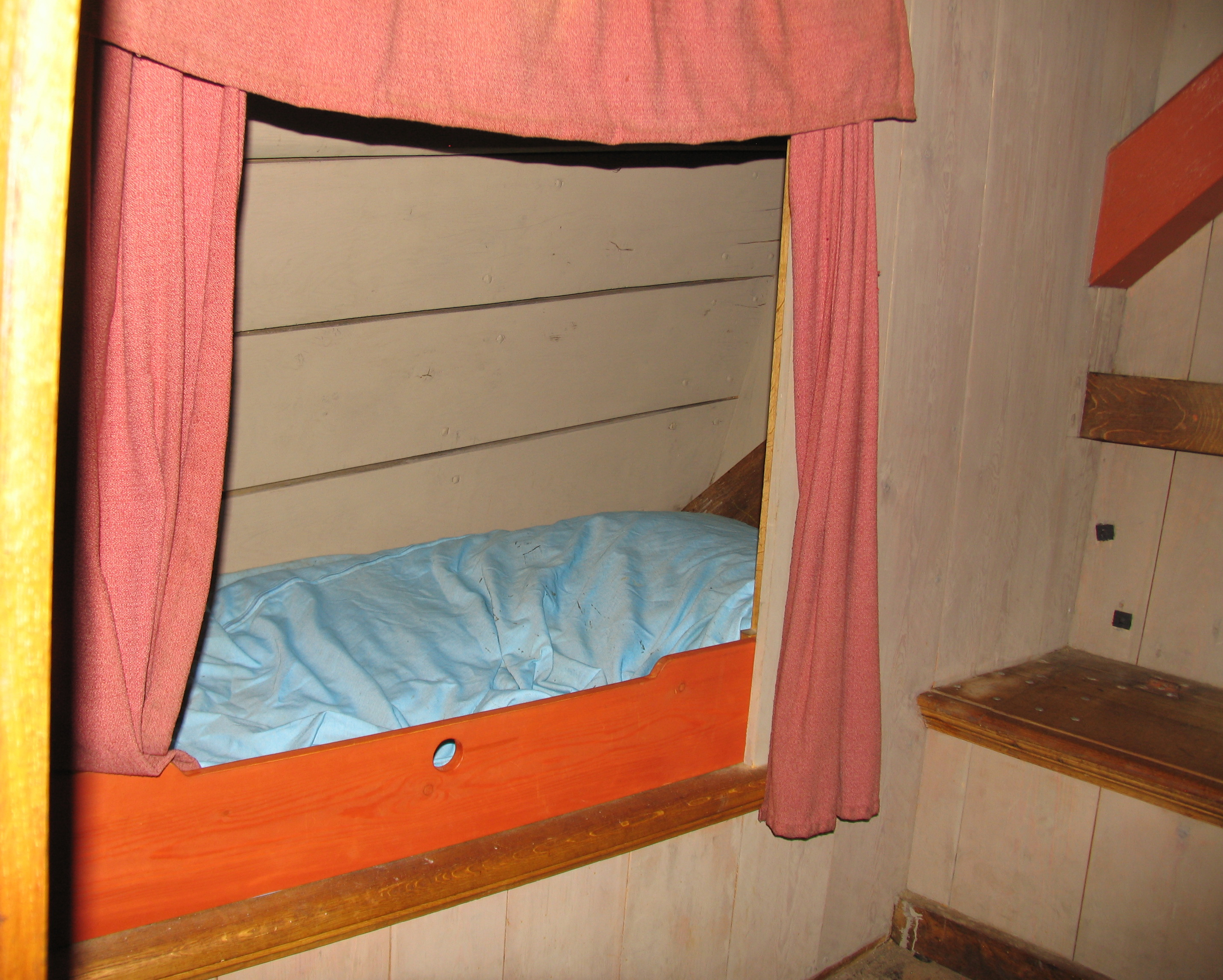
Вбудована койка на реконструкції галеона Batavia
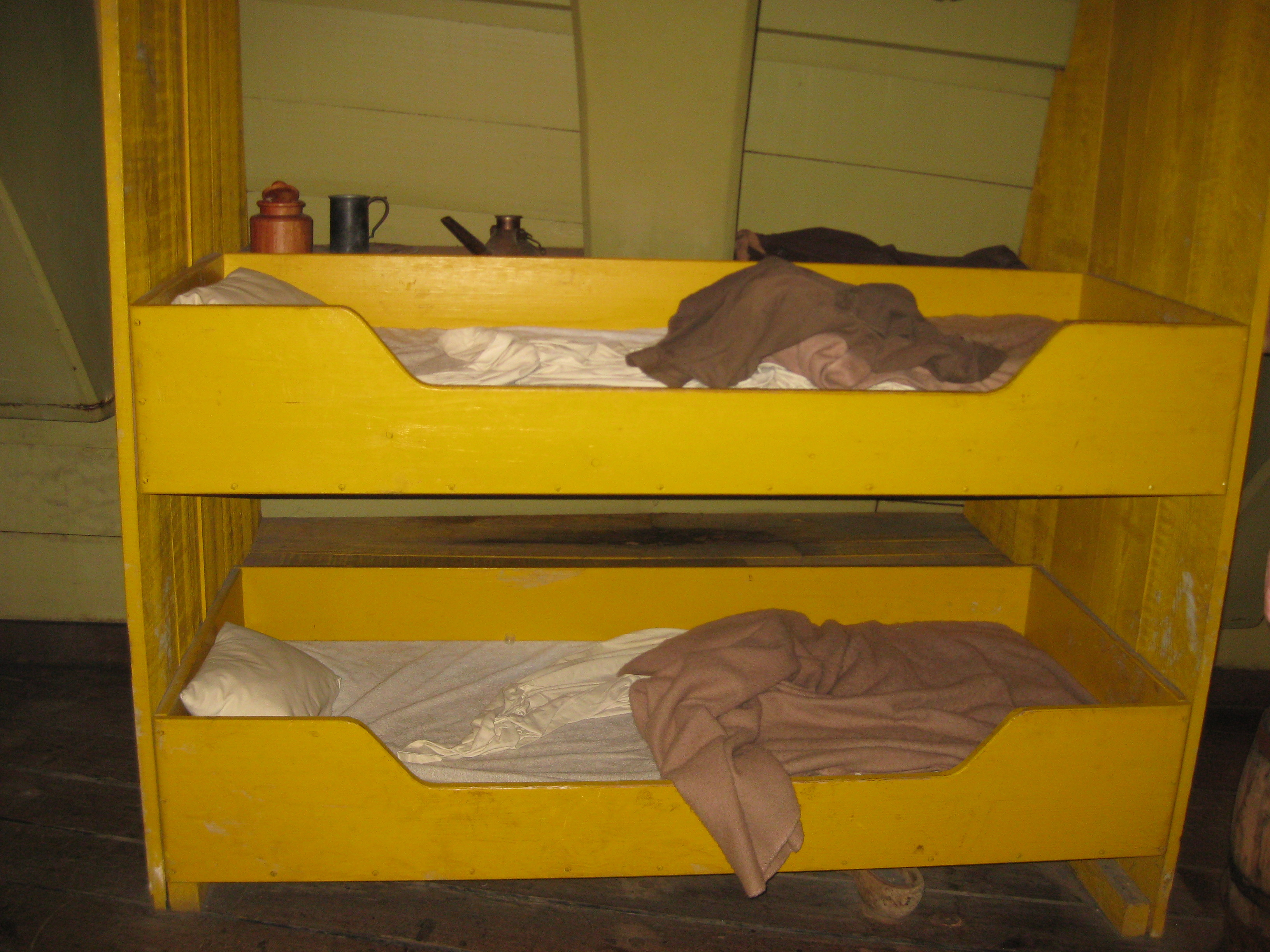
Койки корабля Amsterdam
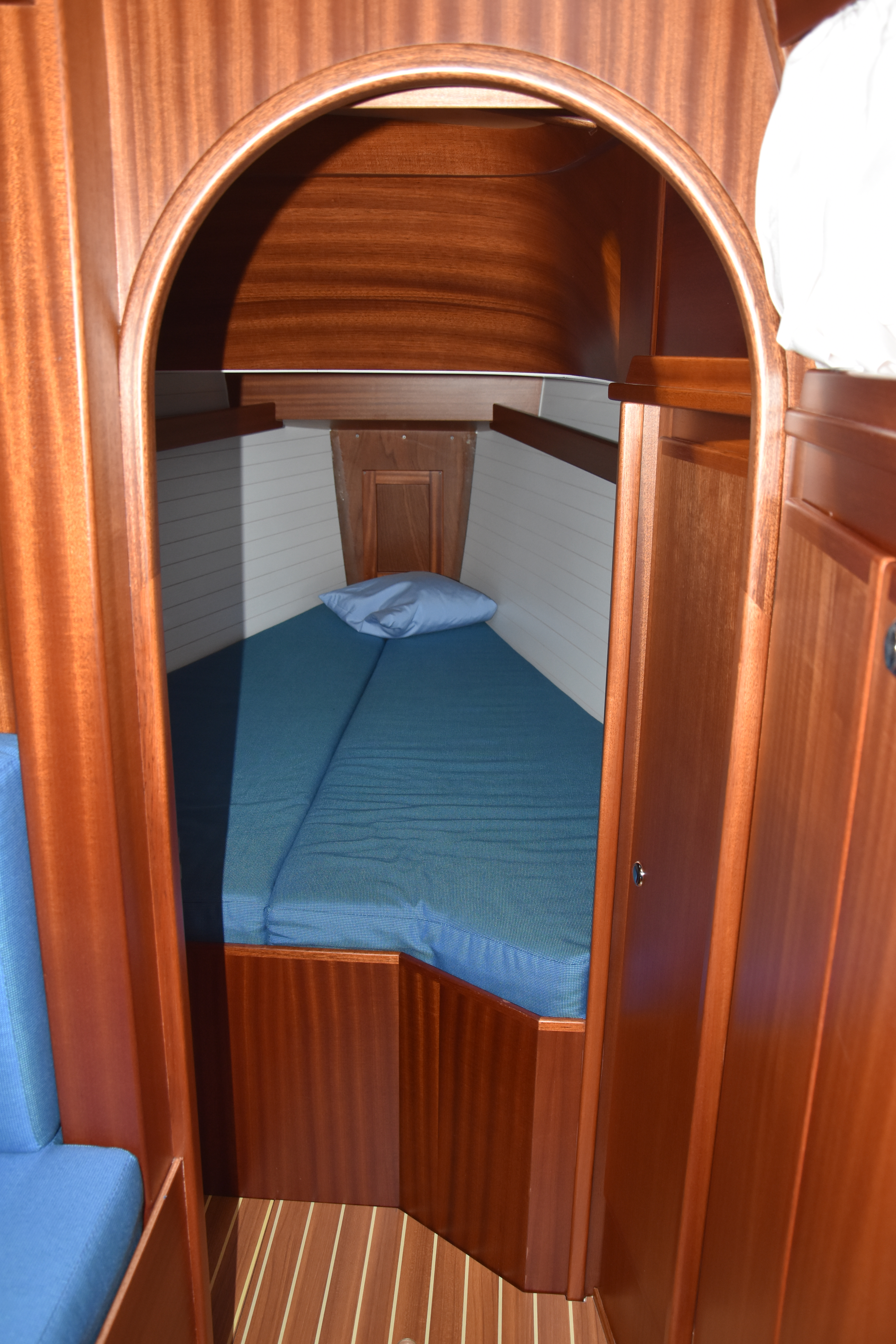
Койка у форпіку яхти